# 広島藩の庭園

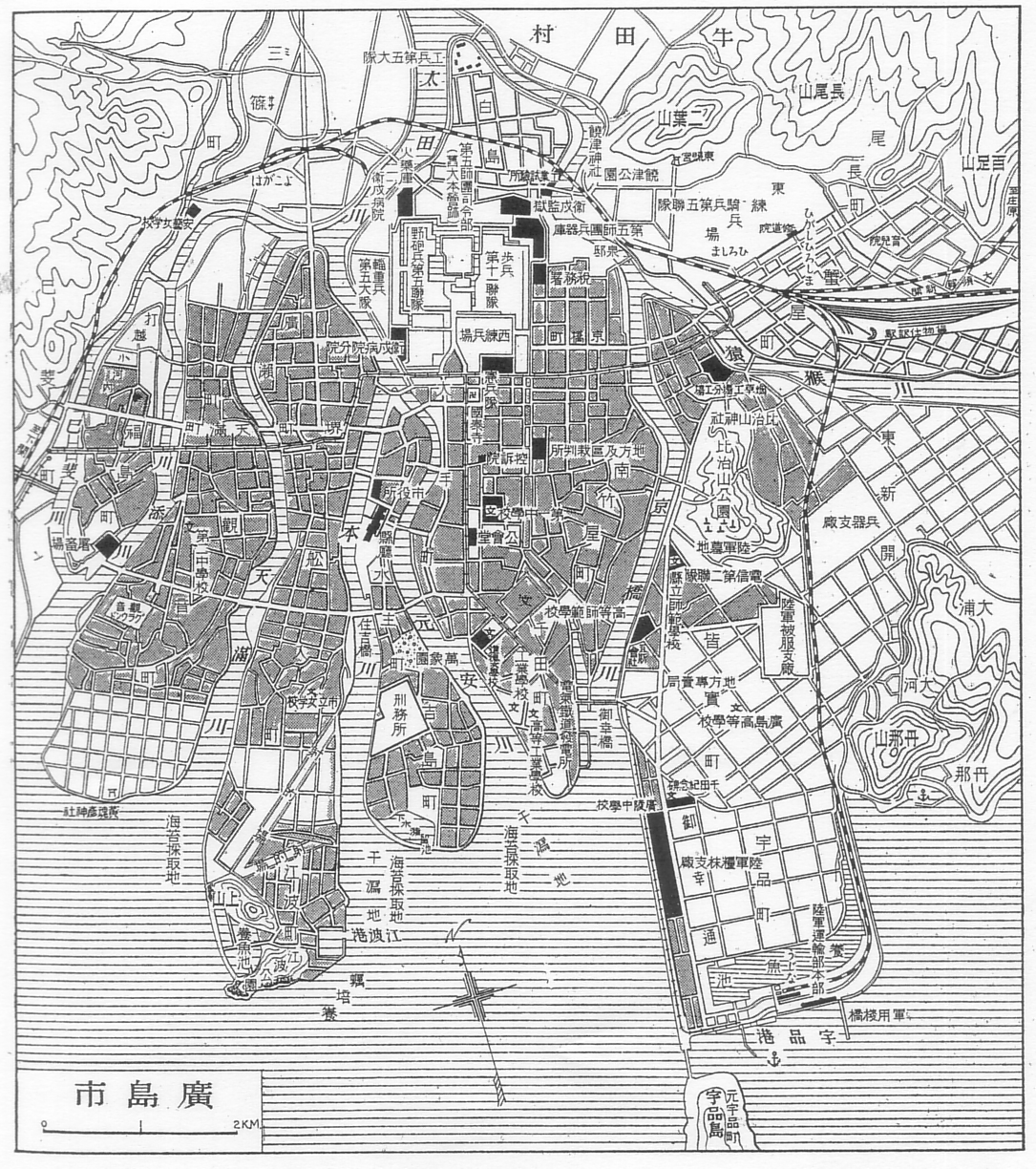
1930年頃の広島市地図 / 萬象園の所在地、春和園の故地（「市公会堂」）、および与楽園が所在していた当時の県庁所在地が示されている。

広島藩の庭園（ひろしまはんのていえん）では、広島藩関係者によって造営された庭園について述べる。
藩政期の広島城下およびその近辺では藩主・重臣によって多くの庭園が造営され、そのうちいくつかは「名園」として名を残しているが、縮景園のみが現存している。

## 萬象園

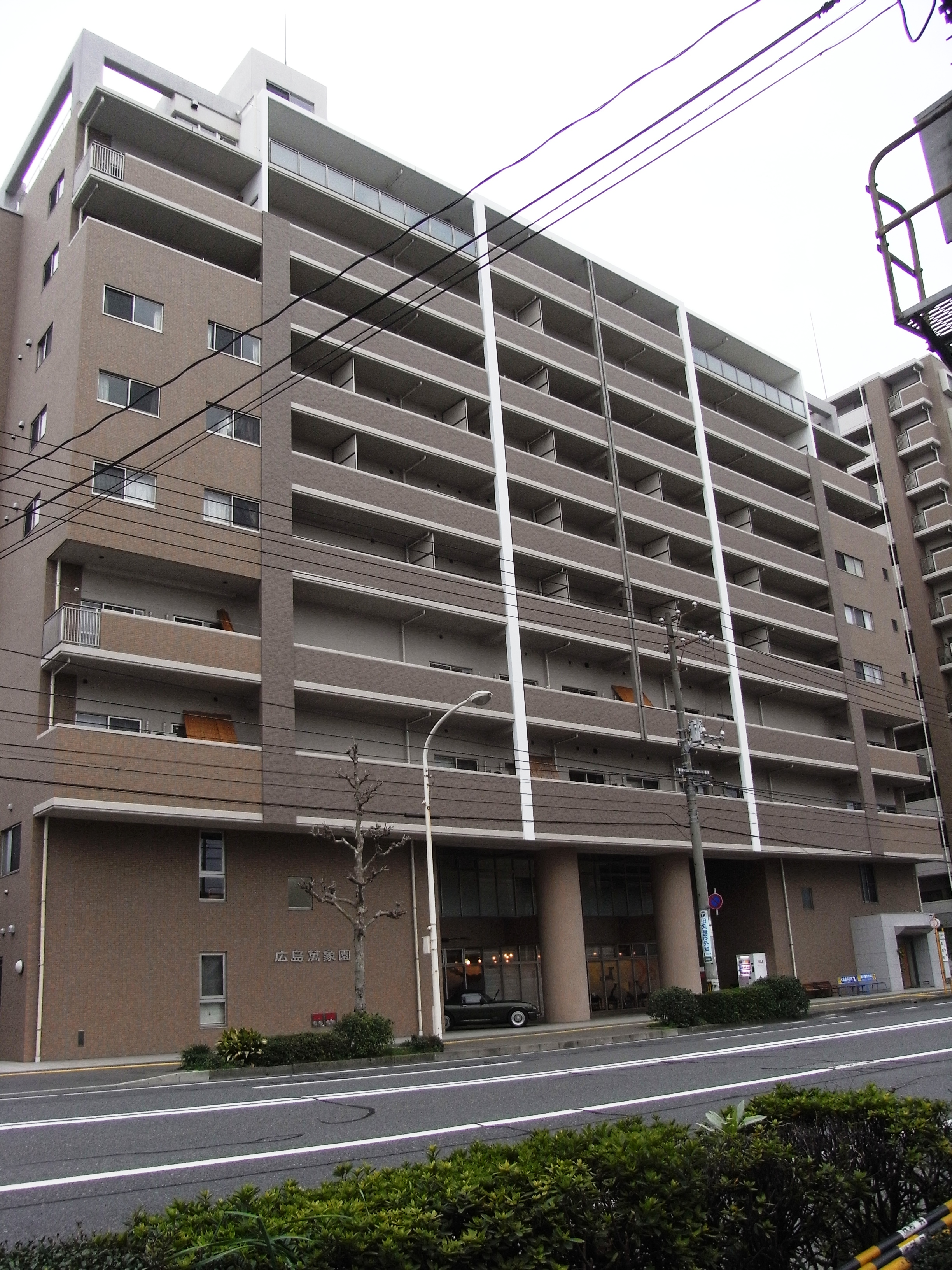
広島萬象園

萬象園（ばんしょうえん）は広島城下・水主町新開（かこまちしんがい / 現広島市中区羽衣町）に所在していた庭園である。1657年（明暦3年）、広島藩家老の三原浅野家が藩主浅野光晟から下賜された地に下屋敷を築き、その敷地内に造営した回遊式庭園で縮景園に次ぐ名園と称された。命名は文人・頼山陽による。維新を経て戦後しばらくまで三原浅野家に所有され、1960年（昭和35年）以降は日本電信電話公社により福利厚生施設として使用されていたが、2002年（平成14年）閉園された。跡地には現在高齢者複合施設「広島萬象園」が建設されており、庭園内にあった屋形灯篭と殿様の腰掛石と伝承されてきた礎石のみがNTT広島（中区基町）の玄関西側に移設保存されている。

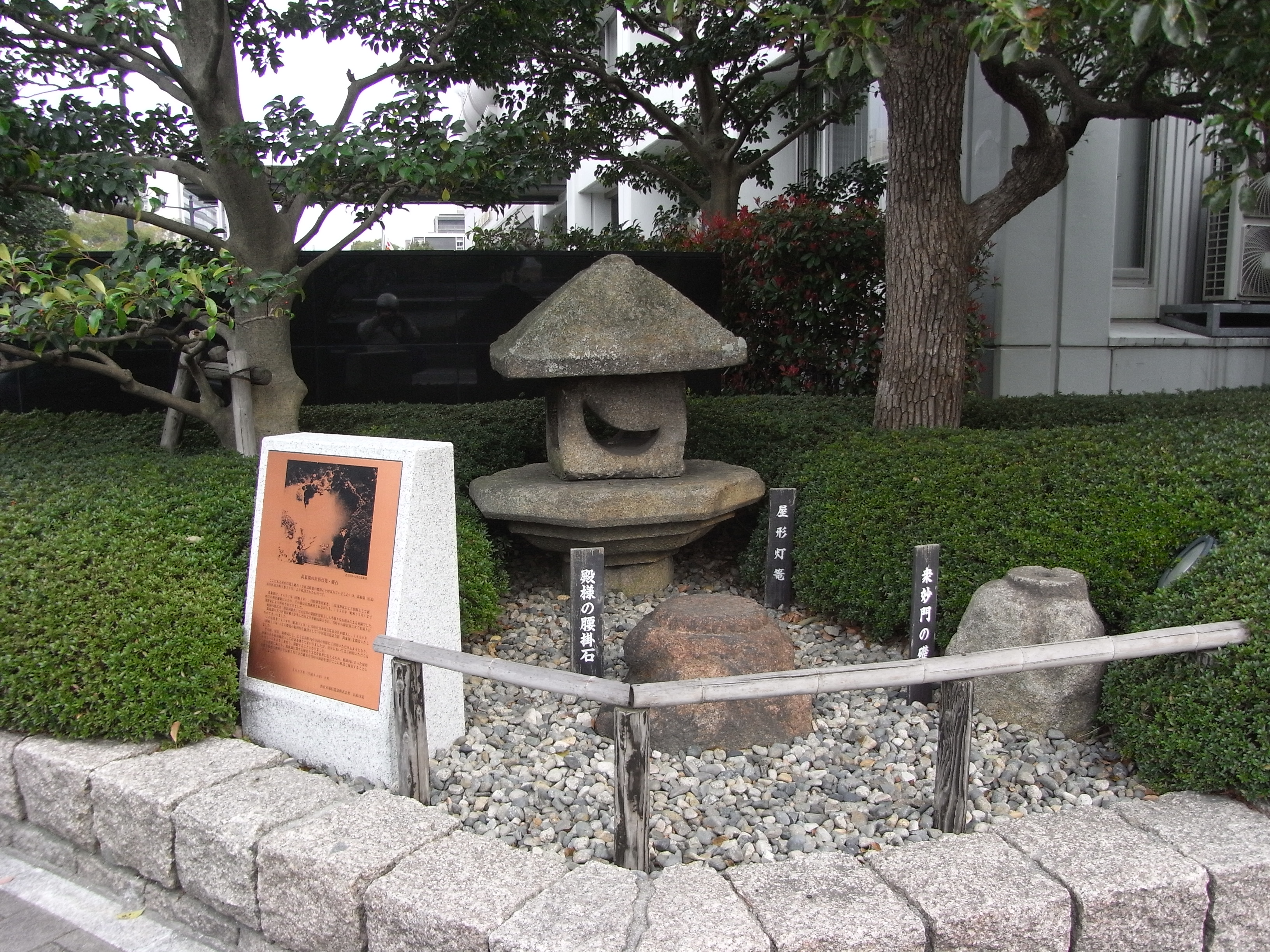
礎石

## 与楽園
与楽園（よらくえん）は広島城下・水主町（現中区加古町）に所在していた庭園である。1801年藩主・浅野重晟により、藩主の別邸として隣接する広島藩中屋敷（水主町屋敷）とともに着工され、1826年完成した。明治以後は県立病院（当時）の庭園となり、原爆により大きな被害を受けたが、戦後もしばらく存続していた。現在は跡地にアステールプラザなどが建てられ、「与楽園」の名は中島小学校の理科園の名前として残っている。

## 萬春園
萬春園（ばんしゅんえん）は広島城下・船入（ふないり）村神崎堤（現中区舟入）に所在していた庭園である。藩家老・上田氏（上田宗箇の二男である重政の末裔）が下屋敷内に造営し、園中の「山水軒」が広く知られていた。

## 春和園
春和園（しゅんわえん）は広島城下・国泰寺村真菰（まこも / 現在の中区国泰寺町）の現・市庁舎北隣付近に所在していた庭園である。1844年藩主より執政・今中相親に下賜され、維新後、日清戦争の際に広島で行われた第一次講和会議に出席する清使節の宿泊所にあてられている。その後1908年には同じ敷地に市公会堂が建設され、1934年には南隣の市立高等女学校跡地に広島市庁舎が移転してきた。第二次世界大戦中の建物疎開により取り壊された。

## 翠江園
翠江園（すいこうえん）は安芸国佐伯郡古江村（現西区古江）に所在していた庭園である。享保年間頃、古江村を領していた藩家老の浅野直道が別荘地として造営、その後複雑な経緯をたどり1777年以降は広島藩の所有となり「西御山屋敷」と称された。園内には多くの施設が設けられ、また広島湾を一望できる景勝の地として藩主を始め多数の文人が訪れたが、廃藩後荒廃した。現在は跡地に広島学院中学校・高等学校が立地しており、同校のPTA組織「翠江会」の名の由来となっている。

## 関連書籍
- 『広島県の地名』（日本歴史地名大系 第35巻） 平凡社、1982年